# Triunfo (Chile)
Triunfo fue una revista deportiva fundada en Chile el 2 de junio de 1986 que perteneció a la Empresa Periodística La Nación S.A.. Se publicó semanalmente en formato impreso hasta el 26 de enero de 2009, totalizando 1.180 ediciones regulares y 10 especiales en sus casi 23 años de existencia. Posteriormente, y hasta la actualidad, es el nombre de la sección deportiva del portal digital La Nación. La casa matriz de la revista estuvo en calle Agustinas 1269, Santiago.

## Historia
La publicación circuló gratuitamente desde el Nº 1 (02-06-1986) hasta el Nº 838 (08-07-2002) inserta en el diario La Nación de cada lunes. A contar del Nº 839 (15-07-2002) se vendió en forma separada a un valor de $300, desde el Nº 864 (06-01-2003) aumentó a $500. Finalmente, desde el Nº 970 (18-01-2005) costó $800 hasta el Nº 1.180 (26-01-2009), el último publicado.
Entre julio de 2002 y noviembre de 2006 salió a la venta los días martes, retomando los lunes a contar del Nº 1.066 (20-11-2006).
El equipo periodístico inicial de Triunfo estaba conformado por el destacado periodista argentino Héctor Vega Onesime como editor de Deportes del diario La Nación y Julio Salviat Wetzig como secretario de Redacción. Los redactores de su primera época fueron Igor Ochoa, Aldo Schiappacasse, Juan Carlos Cordero, José González Bustos, Fernando Valdivieso (más conocido como "Tito París"), Harold Mayne-Nicholls, Juan Esteban Lastra, Ramón Reyes, José Antonio "Toño" Prieto y Felipe Bianchi.
La revista Triunfo tuvo como antecedente en La Nación a Punto y Gol (1983-1984). Además de competir con los suplementos en papel de diario de los otros periódicos, lo hizo con varias revistas deportivas semanales en distintas épocas: Deporte Total (fundada en 1981 y con duración hasta 1989), Minuto 90 (1987-1995), Don Balón Chile (1992-2000), Más Fútbol (1995-1996), El Gráfico Chile (1998-1999), El Metropolitano Deportes (1999-2000), As Deporte (2000) y Xperto Noticias (2004-2005).

## Formato

#### 1986-2002: Tamaño 18,5 x 26 cm
Desde Nº 1 (02-06-1986) al Nº 863 (30-12-2002) 

#### 2003-2009: Tamaño 21,5 x 27,5 cm
Desde Nº 864 (06-01-2003) al Nº 1.180 (26-01-2009) 

#### Cantidad de páginas
La cantidad de páginas, contabilizando las portadas y contraportadas, tuvo las siguientes evoluciones:	
- Con 44 páginas: desde el Nº 1 (02-06-1986) al Nº 290 (30-12-1991) y la Nº 292 (13-01-1992)
- Con 20 páginas: Nº 291 (06-01-1992)
- Con 44 páginas: Nº 292 (13-01-1992)
- Con 36 páginas: desde el Nº 293 (20-01-1992) al Nº 438 (31-10-1994)
- Con 44 páginas: desde el Nº 439 (07-11-1994) al Nº 481 (29-08-1995)
- Con 36 páginas: desde el Nº 482 (05-09-1995) al Nº 486 (03-10-1995)
- Con 44 páginas: desde el Nº 487 (10-10-1995) al Nº 499 (02-01-1996)
- Con 76 páginas: Nº 500 (09-01-1996, edición especial 500 ediciones)
- Con 36 páginas: desde el Nº 501 (16-01-1996) al Nº 508 (05-03-1996)
- Con 44 páginas: desde el Nº 509 (12-03-1996) al Nº 531 (19-08-1996)
- Con 60 páginas: desde el Nº 532 (26-08-1996) al Nº 843 (12-08-2002)
- Con 76 páginas: Nº 706 (27-12-1999, edición especial La memoria del nuevo milenio)
- Con 60 páginas: desde el Nº 707 (03-01-2000) al Nº 843 (12-08-2002)
- Con 64 páginas: desde el Nº 844 (19-08-2002) al Nº 1.065 (14-11-2006)
- Con 68 páginas: desde el Nº 1.066 (20-11-2006) al Nº 1.180 (26-01-2009)

## Logos de la revista

#### 1986-1997: Recuadro en la parte superior izquierda de la portada
- Una t blanca en minúscula y debajo el texto TRIUNFO blanco en mayúscula informal, todo en fondo rojo: N°1 (02-06-1986) al N°438 (31-10-1994)
- Una t blanca en minúscula con fondo rojo y en horizontal el resto de las letras (riunfo) en azul y sombra negra sin fondo: N°439 (07-11-1994) al N°442 (28-11-1994)
- Una t blanca en minúscula con fondo rojo y en horizontal el resto de las letras (riunfo) en azul y sombra blanca sin fondo: N°443 (05-12-1994) al N°531 (19-08-1996)
- Una t blanca en minúscula y debajo el texto TRIUNFO blanco en mayúscula formal con sombra negra, todo en fondo rojo: N°552 (26-08-1996) al N°556 (10-02-1997)
- Una t blanca en minúscula y debajo el texto TRIUNFO blanco en mayúscula formal con sombra negra, todo en fondo rojo y debajo un recuadro con el texto LA NACIÓN: N°557 (17-02-1997) al N°589 (29-09-1997).

#### 1997-2006: Encabezado en la parte superior de la portada
- Una t blanca en minúscula y sombra negra, a la izquierda el texto LA NACIÓN en negro y en vertical. Luego de una línea blanca separatoria, el texto TRIUNFO blanco horizontal en mayúscula formal y cursiva, con sombra negra, todo en una huincha roja. Y debajo una línea delgada en azul donde va el año y número de la publicación: N.º 590 (06-10-1997) al N.º 1.045 (27-06-2006)

#### 2006-2009: Recuadro en la parte superior izquierda de la portada
- Una t blanca en minúscula con fondo rojo y debajo el texto TRIUNFO blanco en mayúscula formal con fondo negro: N.º 1.046 (04-07-2006) al N°1.180 (26-01-2009).

## Números especiales
- Hans, el Grande: La carrera del extenista Hans Gildemeister (02-10-1986, 28 páginas)
- ¡Campeones de América!: Colo Colo campeón de Copa Libertadores de América '91 (07-06-1991, 68 páginas)
- Por Siempre Clásico: Previa Universidad de Chile vs. Universidad Católica (11-11-1995, 20 páginas)
- Copa América '97: Torneo de selecciones en Bolivia (10-06-1997, 60 páginas)
- Sub-17 Apunta a la Cima: Chile en el Mundial Sub-17 de Egipto (04-09-1997, 60 páginas)
- Copa Libertadores: Colo Colo '91 y los equipos chilenos: Participaciones chilenas en la historia del torneo (22-07-1997, 60 páginas)
- Así llegamos a Francia: Selección Chilena durante las Eliminatorias Sudamericanas para el Mundial de Francia '98 (20-11-1997, 52 páginas)
- Otra vez en buenas manos: Colo Colo campeón de Primera División 1998 (17-12-1998, 36 páginas)
- El cielo es más azul: Universidad de Chile campeón de Primera División 1999 (09-12-1999, 36 páginas)
- ¡Brindemos, camaradas!: Universidad de Chile campeón de Primera División 2000 (07-12-2000, 36 páginas)

## Editores-directores de la revista
- Héctor Vega Onesime como editor de Deportes del Diario La Nación: desde el N° 1 (02-06-1986) al Nº 57 (29-06-1987)
- Aldo Schiappacasse Cambiaso como editor de Deportes del Diario La Nación: desde el N° 58 (06-07-1987) al N° 88 (01-02-1988)
- Julio Salviat Wetzig como editor de Deportes del Diario La Nación: desde el N° 89 (08-02-1988) al N° 481 (29-08-1995)
- Eduardo Sepúlveda Zelaya como jefe de Redacción de Deportes del Diario La Nación: desde el N° 482 (05-09-1995) al N° 486 (03-10-1995)
- Eduardo Sepúlveda Zelaya como editor de Deportes del Diario La Nación: desde el N° 487 (10-10-1995) al Nº 575 (23-06-1997)
- José González Bustos como editor de Deportes del Diario La Nación: desde el Nº 576 (30-06-1997) al N° 839 (15-07-2002)
- José González Bustos como director: desde el Nº 840 (22-07-2002) al Nº 958 (26-10-2004)
- César Betancourt Orellana como director: desde el Nº 960 (09-11-2004) al Nº 1.002 (05-09-2005)
- Andrés Alburquerque Fuschini como director: desde el Nº 1.006 (26-09-2005) al Nº 1.021 (09-01-2006)
- Marcelo González Cabezas como director: desde el Nº 1.022 (16-01-2006) al Nº 1.180 (26-01-2009)